# 索科烏卡縣

53°24′N 23°30′E / 53.400°N 23.500°E
索科烏卡縣（波蘭語：Powiat sokólski），是波蘭的縣份，位於該國東北部，由波德拉謝省負責管轄，首府設於索庫烏卡，面積2,054平方公里，2006年人口72,424，人口密度每平方公里35人。